# Mausolée du sultan Ahmad Sanjar
Le Mausolée du sultan Ahmad Sanjar (turkmène : Soltan Sanjar ýadygärligi) se trouve à Merv, près de Mary, au Turkmenistan. Il contient la tombe d'Ahmad Sanjar un des sultans les plus réputés des  Seldjoukides ,.

## Histoire du Mausolée

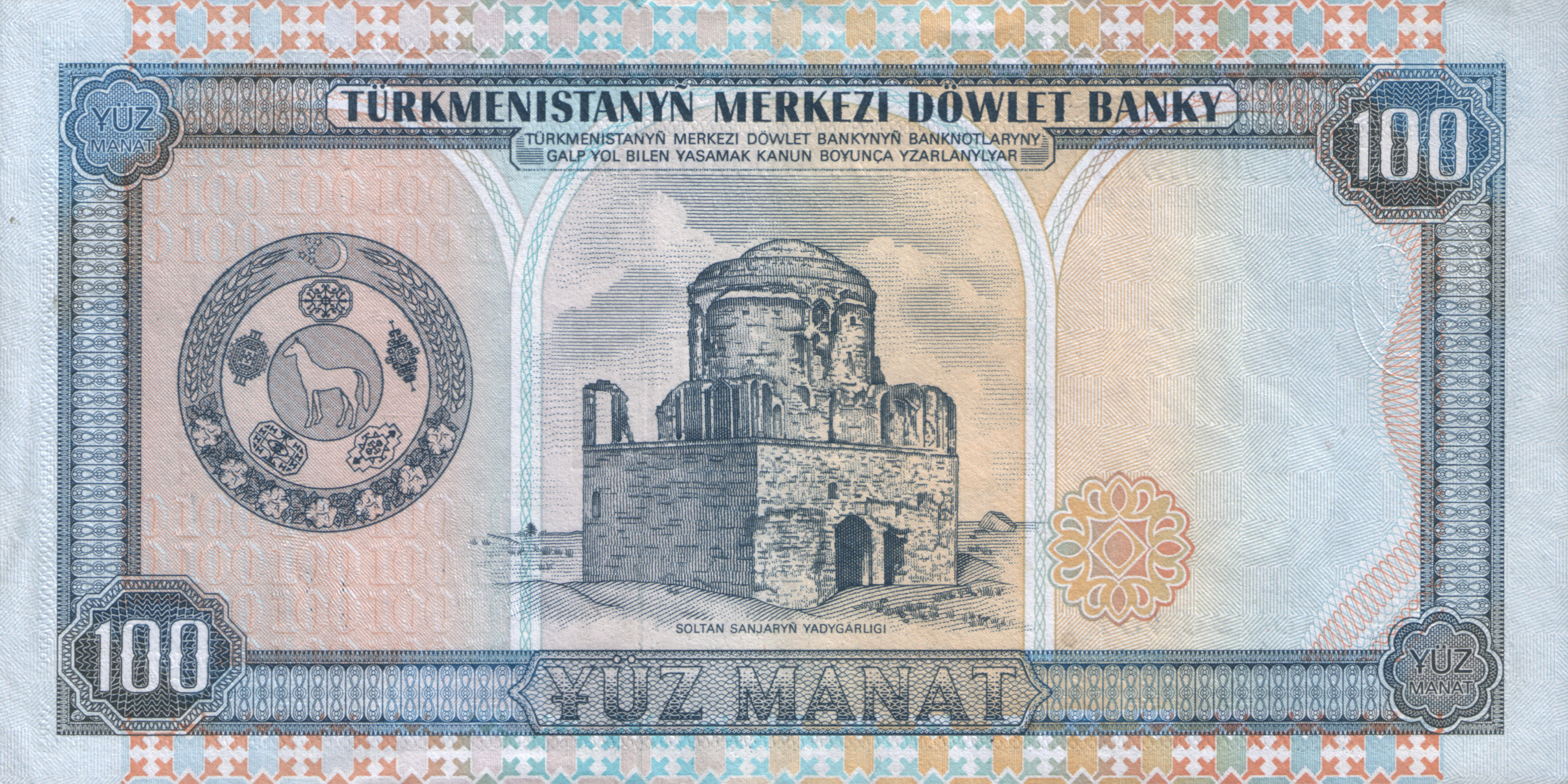
Image du mausolée sur un billet de 100 manat

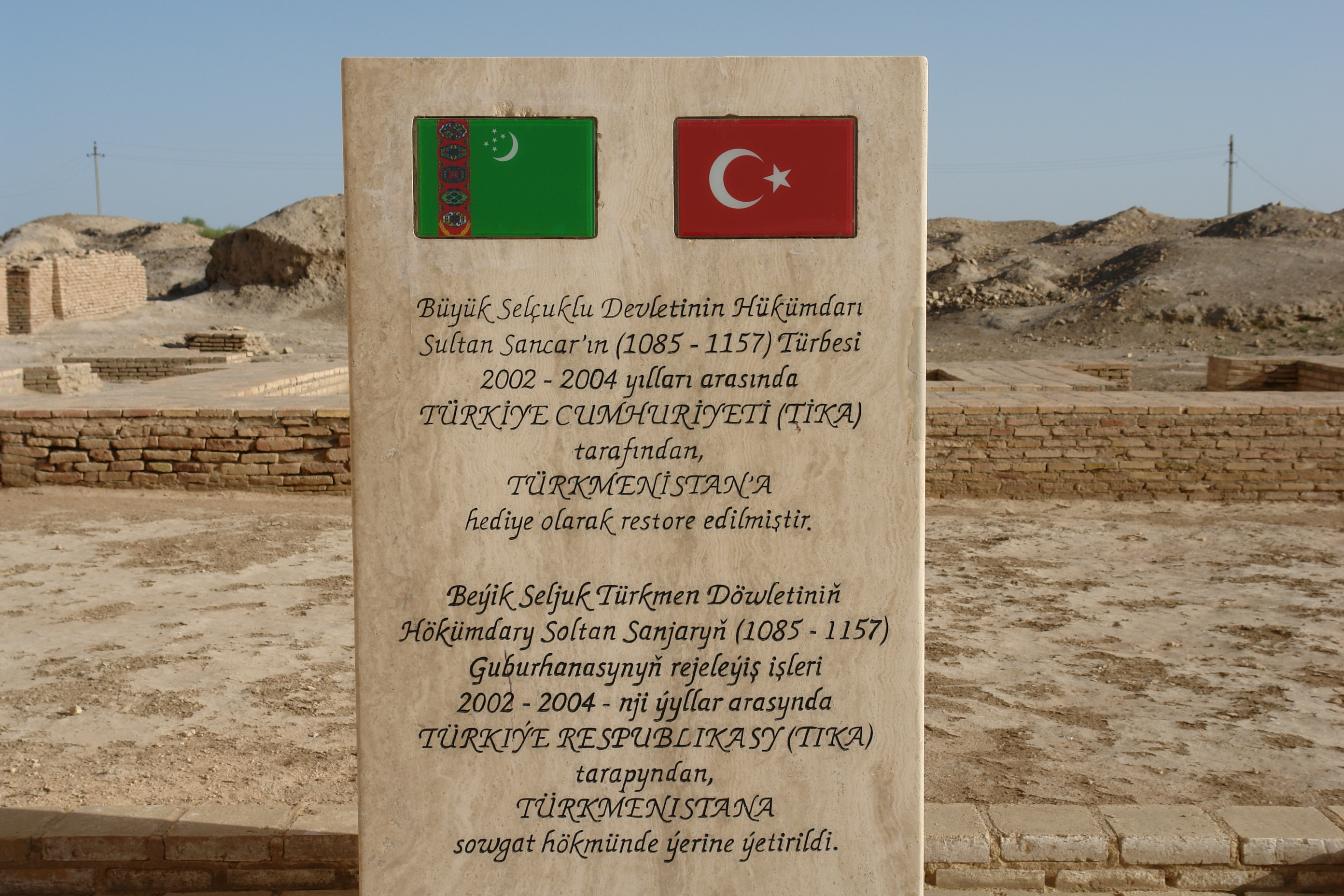
Plaque commémorative du gouvernement turc après la reconstruction de 2004

C'est Sanjar lui-même qui a donné l'ordre d'édifier le mausolée qu'il a appelé Dar al-akhira (Maison de la vie dans l'au delà). En 1157  il y a été inhumé. Le mausolée a été détruit par les Mongols lors de l'invasion du Khorezm en 1221. Les cendres du sultan ont été dispersées dans un lieu inconnu et aujourd'hui, sous la pierre tombale c'est le vide. En 2004, le mausolée a été restauré avec l'aide de l'agence turque pour la coopération et le développement ,.

## Décoration extérieure et intérieure
Le mausolée est situé près de la ville de Merv. Il fait penser à un gratte-ciel médiéval avec sa forme cubique surmontée d'un dôme à deux niveaux. Sous le dôme l'édifice est entouré d'une galerie sur tout son périmètre. Celle-ci est décorée d'arcs ajourés alternés. Le dôme symbolise le firmament. Les murs ont une épaisseur de 5 mètres. La longueur du bâti est de 17 mètres et la hauteur avec le dôme est de 38 mètres. À l'origine, le mausolée faisait partie d'un complexe comprenant une mosquée et une vaste cour et un palais. Le dôme était couvert de céramique turquoise.

## Mausolée actuel
Le mausolée est devenue un monument qui accueille beaucoup de visiteurs.

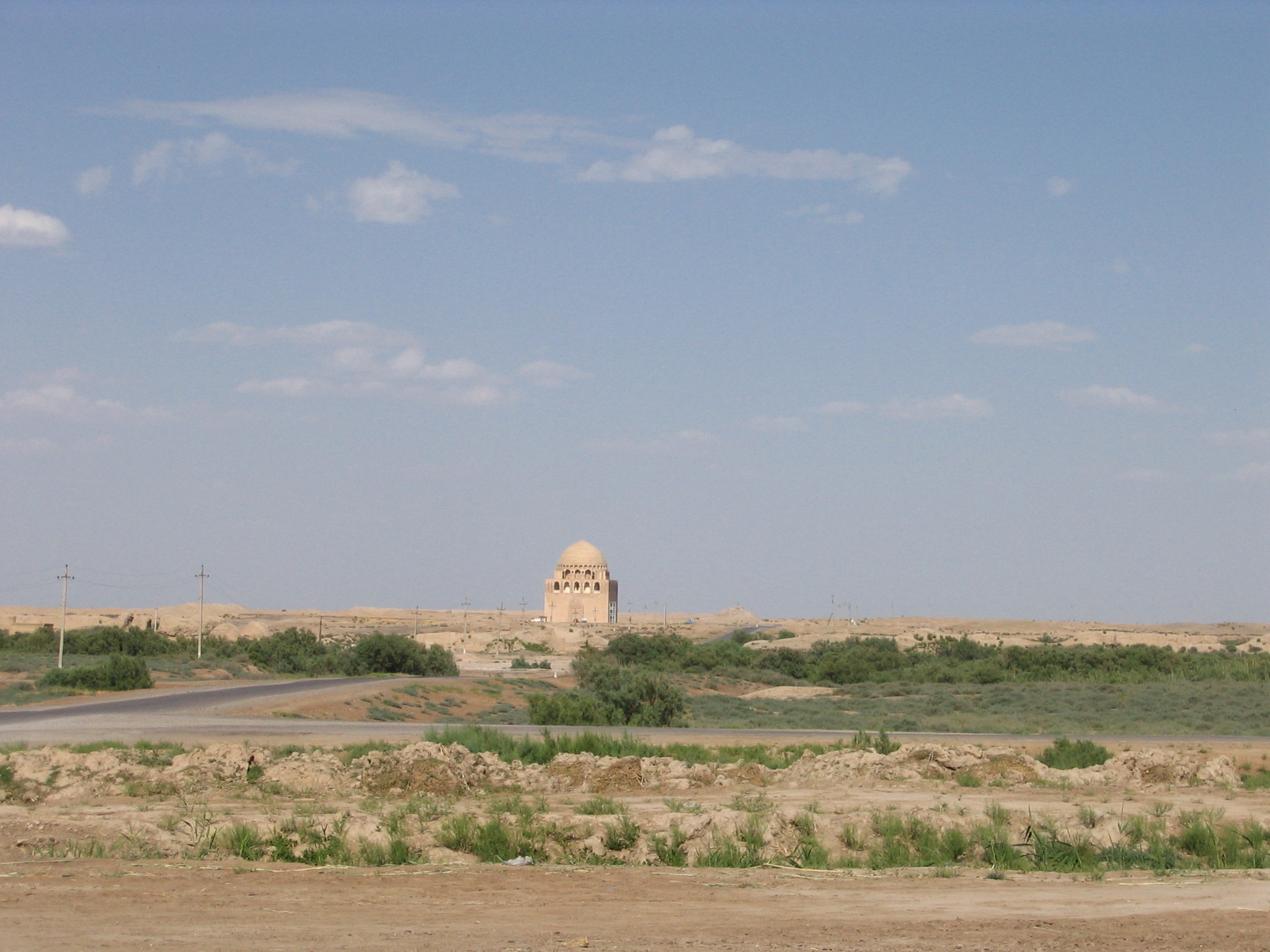
Mausolée, vue éloignée
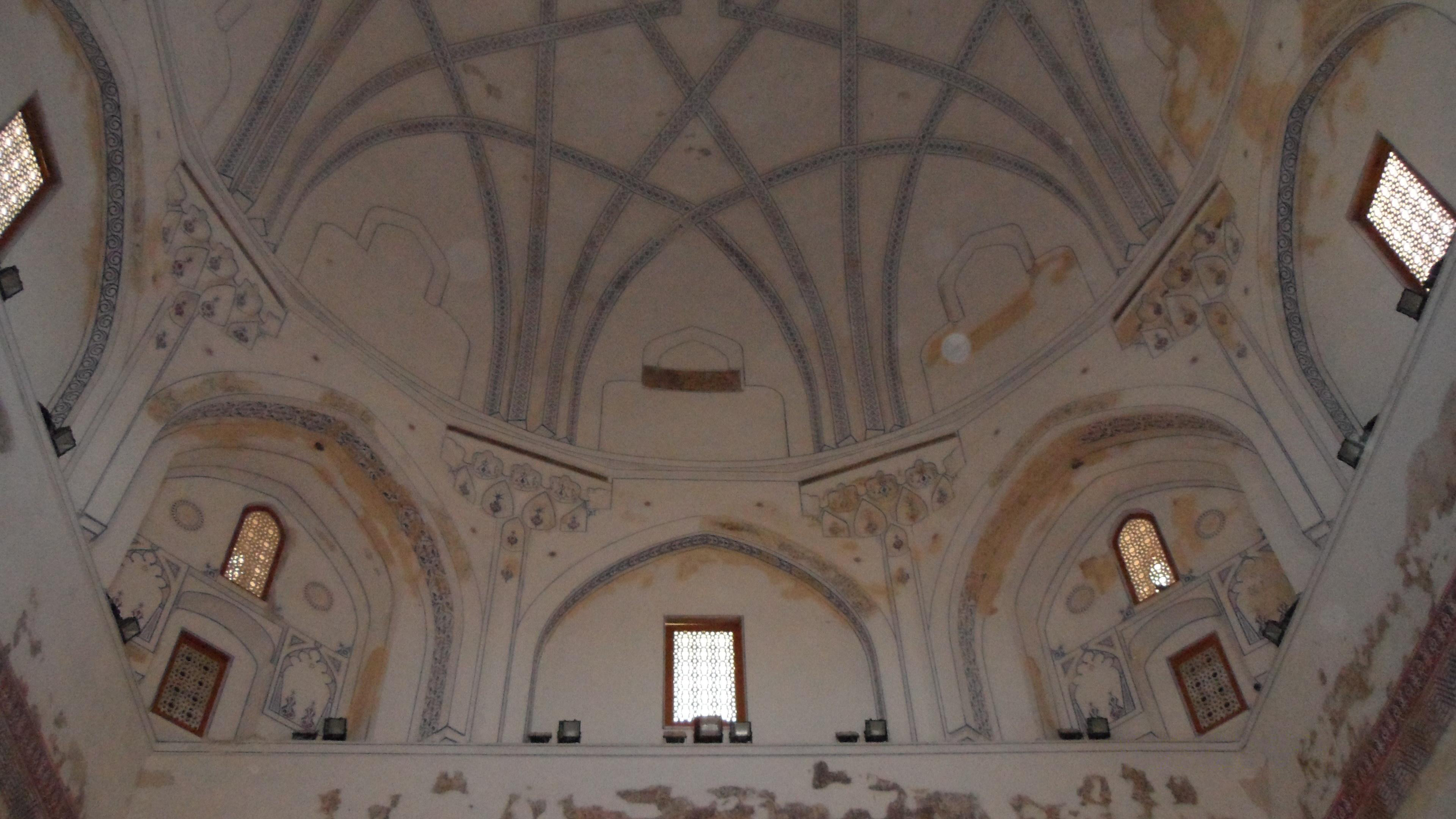
Décoration intérieure
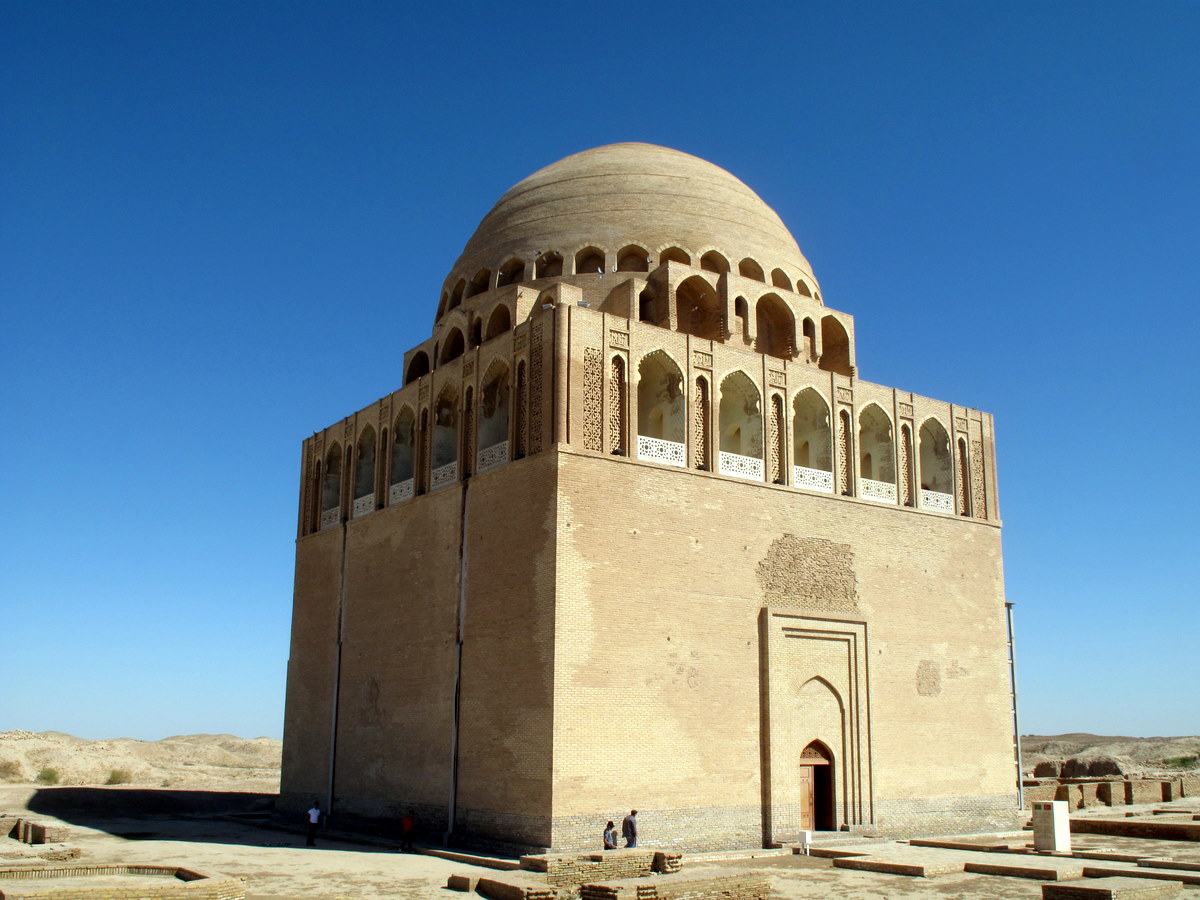
Le mausolée, état au XXI s.
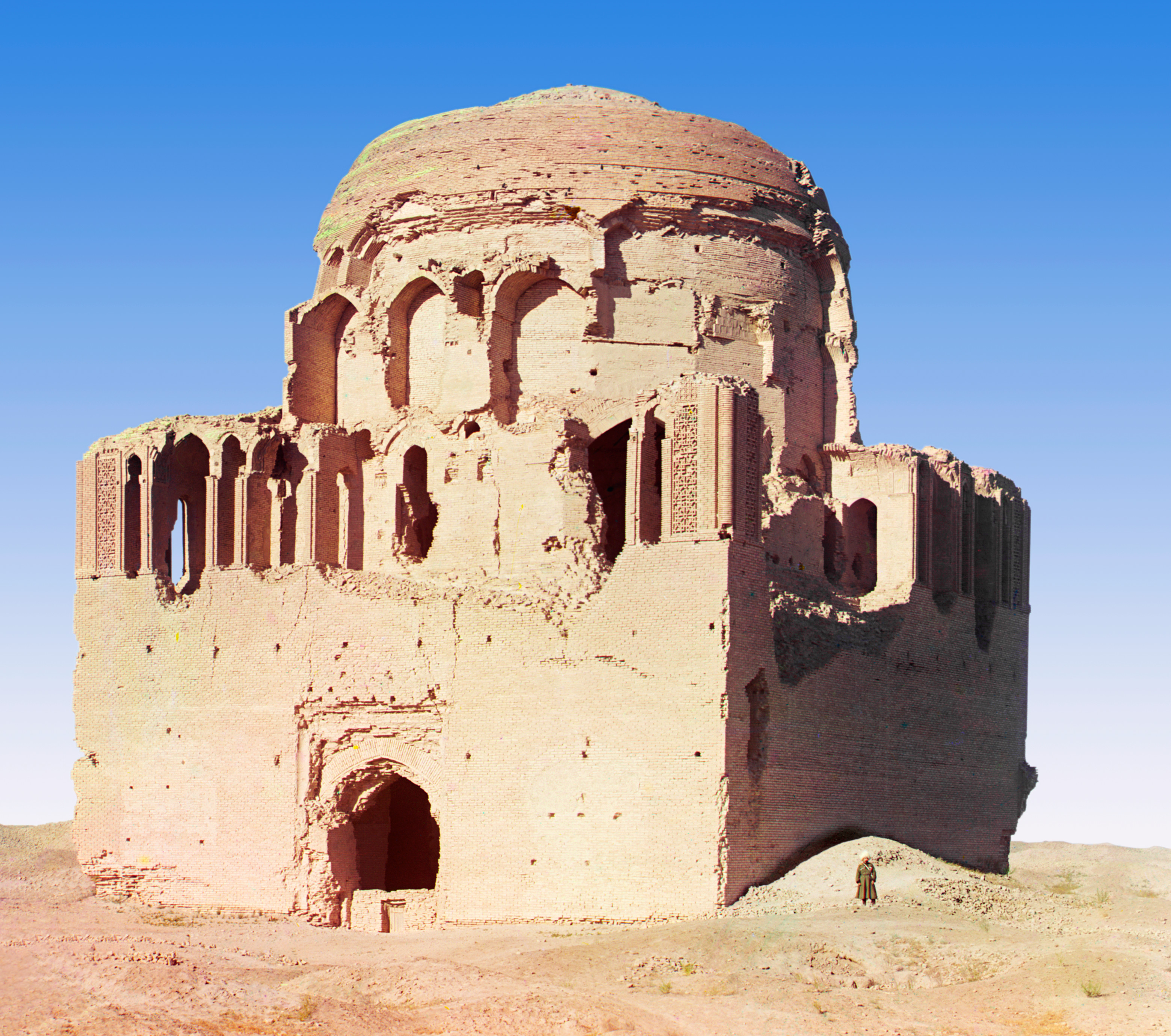
Le mausolée, état au début du XX s.